# Anolaima
Anolaima è un comune della Colombia facente parte del dipartimento di Cundinamarca.
Il centro abitato venne fondato da Gonzalo Jiménez de Quesada nel 1538.